# Odoardo Focherini
Odoardo Focherini (às vezes referido como Edward Focherini ; 6 de junho de 1907 - 27 de dezembro de 1944) foi um jornalista católico romano italiano. Ele emitiu documentos falsos para judeus durante a Segunda Guerra Mundial para que escapassem do regime nazista, mas foi preso e enviado para um campo de concentração, onde morreu mais tarde. Yad Vashem posteriormente o reconheceu como um Justo entre as Nações em 1969 por seus esforços. A beatificação de Focherini foi realizada em 15 de junho de 2013 em Modena sob o Papa Francisco, que teve o cardeal Angelo Amato presidindo a celebração em seu nome.

## Vida

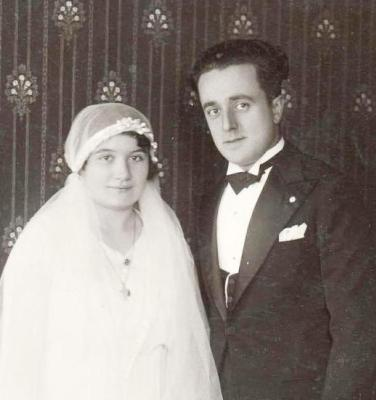
Focherini e sua esposa em seu casamento

Odoardo Focherini nasceu em 6 de junho de 1907 em Modena como o terceiro filho de Tobia Focherini e Maria Bertacchini; seu pai se casou novamente com Teresa Merigi em 1909 depois que a mãe de Focherini morreu. Ele tinha três irmãos. Focherini casou-se com Maria Marchesi (1909-1989) em 9 de julho de 1930 e teve sete filhos entre 1931 e 1943. Os filhos por ordem de nascimento foram: Olga (n. 1931), Maddalena, Attilio (n. 1946), Rodolfo, Gianna, Carla e Paola (n. Julho de 1943).
O casal deveria ter um oitavo filho (Sandro ou Sandra dependendo do gênero), mas isso não poderia acontecer porque Focherini foi preso. O casal se conheceu enquanto ele estava de férias em Trento e o casal ficou noivo em 1925. Em 1 de janeiro de 1934, ele começou a trabalhar na Società Assicurazione Cattolica di Verona, uma companhia de seguros, e trabalhou como agente na filial de Modena. Em 1933, ele deixou sua linha de trabalho para se tornar jornalista e se tornou o diretor-gerente de L'Avvenire d'Italia. Um colega amigo e jornalista era o judeu italiano Giacomo Lampronti. Em 1936, ele se tornou o presidente diocesano da Ação Católica. O Papa Pio XI elogiou Focherini pelo seu trabalho em 1937 e concedeu-lhe a Ordem de São Silvestre.
Em 1942, seu ativismo para salvar a vida de judeus durante a Segunda Guerra Mundial e o Holocausto se manifestou pela primeira vez quando o primeiro que ele salvou veio da Polônia em um trem para Gênova. Em 8 de setembro de 1943, ele entrou em contato com pessoas que lhe forneceram carteiras de identidade em branco com dados falsos e levou um grupo de judeus para a fronteira. Ele emitiu essa documentação falsa para que escapassem da perseguição nazista à Suíça neutra e, com seu amigo sacerdote Dante Sala, forneceu documentos em uma ocasião para seu amigo Lampronti e seus parentes. Era também amigo do Beato Teresio Olivelli .
Os nazistas descobriram essa operação secreta e o prenderam no Hospital Carpi em 11 de março de 1944, enquanto ele organizava a fuga de Enrico Donati. Em 13 de março de 1944, foi levado para a prisão de San Giovanni in Monte em Bolonha, onde permaneceu até 5 de julho, quando foi transferido para Fossoli.
De lá, Focherini foi enviado para um campo de trabalho em Bolzano e lá permaneceu até 4 de agosto, quando foi deportado para o estado alemão; ele foi enviado para Flossenbürg em 7 de setembro. Focherini enviou um total de 166 cartas para sua esposa enquanto estava preso. Os nazistas então o enviaram para um campo de concentração em Hersbruck, onde mais tarde morreu em 27 de dezembro de 1944 devido a uma infecção na perna não tratada, enquanto a confirmação de sua morte veio mais tarde em 4 de junho de 1945.
Suas palavras finais foram relatadas como: "Declaro que morro na mais pura fé católica romana e em plena submissão à vontade de Deus". Ele salvou um total de 105 vidas de judeus.

### Reconhecimento póstumo
Em 1969, ele recebeu o reconhecimento póstumo de Yad Vashem por seus esforços heróicos durante a guerra para salvar as vidas de incontáveis judeus e concedeu-lhe o título de Justo entre as Nações.
Em 2007, o então Presidente da República Italiana Giorgio Napolitano concedeu-lhe a Medalha de Ouro do Mérito Civil por suas ações heroicas durante a Segunda Guerra Mundial.

## Beatificação

Medalha de Ouro pelo Mérito Civil que recebeu em 2007

A causa de beatificação começou sob o Papa João Paulo II em 12 de fevereiro de 1996, depois que ele foi intitulado Servo de Deus depois que a Congregação para as Causas dos Santos emitiu o " nihil obstat " oficial para a causa e permitiu que ela começasse em nível diocesano; O bispo Bassano Staffieri supervisionou sua abertura em 30 de março de 1996 e sua conclusão em 26 de maio de 1998. A C.C.S. validou este processo em 28 de maio de 1999 em Roma. 
A postulação redigiu e depois apresentou a Positio ao CCS em 2003 e permitiu que um conselho de teólogos aprovasse a causa em 16 de outubro de 2007 e que o CCS também o fizesse em 3 de abril de 2012. O Papa Bento XVI - em 10 de maio de 2012 - confirmou que Focherini havia morrido "in odium fidei" (por ódio à fé) e, portanto, aprovou sua beatificação. O cardeal Angelo Amato presidiu a beatificação em Modena em 15 de junho de 2013 em nome do Papa Francisco. Lampronti, amigo de Focherini, compareceu à beatificação. 
O atual postulador desta causa é o padre franciscano Giovangiuseppe Califano. 